# Spinasteron longbottomi
Spinasteron longbottomi là một loài nhện trong họ Zodariidae.
Loài này thuộc chi Spinasteron. Spinasteron longbottomi được Barbara C. Baehr miêu tả năm 2003.